# Giancarlo Granda
Giancarlo Óscar Ponce Granda (Lima, 29 de abril de 1988), más conocido como Giancarlo Granda, es un periodista, reportero, narrador y presentador de televisión peruano, que ha destacado en programas deportivos de su país.

## Biografía
Nació el 29 de abril de 1988 en Miraflores, distrito de la provincia de Lima, bajo el nombre de Giancarlo Óscar Ponce Granda.[cita requerida] En sus primeros años, incursionaría como futbolista, formándose en la Academia de Fútbol Titín Drago, en la que posteriormente optó con abandonar el deporte. Realizó sus estudios escolares en el Colegio Magister de Monterrico.
Tiempo después, Granda mostró su interés por el periodismo deportivo desde los nueve años, en el cual hizo su debut como presentador de un programa radial por la extinta emisora peruana CPN Radio en 1997.
Años más tarde, en marzo de 2000, asumiría la conducción del programa televisivo Esos chibolos, por CMD. En su estadía, realizó la entrevista al exfutbolista peruano Claudio Pizarro. Gracias a ello, le ha permitido estudiar la carrera de Ciencias de la Comunicación en la Universidad de San Martín de Porres y posteriormente mudarse a Argentina para obtener el título de entrenador de fútbol en la Asociación del Fútbol Argentino con el objetivo de reforzar su trabajo en el ámbito periodístico.
Pero no fue hasta el año 2016, cuando Granda ingresa a una audición de la televisora local Golperu, gracias al recibir un aviso de un amigo cercano en busca de nuevos locutores de fútbol. Previo a ello, comenzó a trabajar como mánager del Hostel Che Lagarto y jefe de recepción en el Loki Hostels. Tras haber pasado la audición, Granda asumiría la conducción del programa deportivo 10 × 10 a partir de ese año y comenzó a narrar los partidos de los torneos Liga 1 y Liga 2 a partir de 2020. Granda se retiró del canal Golperu en 2023.
Años más tarde, se sumaría a la otra producción del canal Numerología en 2021, compartiendo el espacio junto con los comentaristas peruanos Christian Wagner y Nair Aliaga, manteniéndose en la actualidad.Granda lanza su programa web Tiempo muerto con su amigo, el productor Carlos Yáñez en el año 2022 para la plataforma YouTube, cuya sinopsis es de entrevistas, y posteriormente el otro formato, Alma de Mundial, basado en la información de los partidos de la Copa Mundial de Fútbol de ese año. Entre sus entrevistados estuvo el también periodista Beto Ortiz.
Fruto de su fama de su apodo como el Flaco, en 2023, participó como jurado de la secuencia «Gira corazón» del magacín Mande quien mande, y más tarde fue anunciado como participante de la cuarta temporada del reality culinario El gran chef famosos, reemplazando al actor y humorista peruano Guillermo Castañeda. Seguidamente, retoma su faceta radial participando en la conducción del programa Nacional deportes por Radio Nacionaly condujo su programa web Habla flaco ese año.[cita requerida]
En 2024, tras su salida de Golperu, anunció la formación de un nuevo programa en su canal de Youtube con sus excompañeros de panelistas. Este llevó el nombre de Agrandados. Además, produjo también en su canal de YouTube el programa Puro floro, conducido por los reporteros de Magaly TV Gianfranco Pérez y John Tirado.

## Créditos

### Televisión
| Año       | Título               | Rol                                 | Emisión            |
| --------- | -------------------- | ----------------------------------- | ------------------ |
| 2000      | Esos chibolos        | Presentador                         | CMD                |
| 2016-2023 | 10 × 10              | Presentador deportivo               | Golperu            |
| 2021-2023 | Futbología           | Presentador deportivo               | Golperu            |
| 2023      | Mande quien mande    | Jurado de la secuencia Gira corazón | América Televisión |
| 2023      | El gran chef famosos | Participante (temporada 4)          | Latina Televisión  |

### Radio
| Año  | Título            | Rol     | Emisión        |
| ---- | ----------------- | ------- | -------------- |
| 1997 | CPN deportes      | Locutor | CPN Radio      |
| 2023 | Nacional deportes | Locutor | Radio Nacional |

### Internet
| Año           | Título          | Rol                   | Emisión |
| ------------- | --------------- | --------------------- | ------- |
| 2021-presente | Tiempo muerto   | Presentador deportivo | Youtube |
| 2022          | Alma de Mundial | Presentador deportivo | Youtube |
| 2023-presente | Habla flaco     | Presentador           | Youtube |